# Dirck Camphuysen
Dirck Raphaëlszoon Camphuysen (ur. 1586 w Gorinchem, zm. 9 lipca 1627 w Dokkum) – niderlandzki malarz, teolog i poeta, kontynuator renesansowego humanizmu holenderskiego. Od 1617 r. pastor w Vleuten k. Utrechtu, w 1619 zaś usunięty z zajmowanego urzędu. Jego poglądy charakteryzowały się tym, że każdy chrześcijanin powinien powstrzymywać się od sprawowania urzędów publicznych, stosowania przemocy i posiadania jakichkolwiek bogactw. Jego głównym dziełem jest Sąd niezawodny.
Bibliografia:
- "Wielka Encyklopedia Oxfordu" tom 3, Poznań 2008